# Ognjen Vukojević
Ognjen Vukojević (født 20. december 1983 i Bjelovar, Jugoslavien) er en kroatisk tidligere fodboldspiller (defensiv midtbane). Han spillede blandt andet for Dynamo Kiev, Spartak Moskva og Austria Wien.
Vukojević karriere tog for alvor fart, da han fra 2006 til 2008 spillede i den kroatiske storklub Dinamo Zagreb, som han var med til at vinde hele tre kroatiske mesterskaber med. Herefter blev han solgt til Dynamo Kiev i Ukraine hvor han, kun afbrudt af et kortvarigt lejemål hos Spartak Moskva i Rusland, har spillet lige siden.

## Landshold
Vukojević nåede 55 kampe og fire scoringer for Kroatiens landshold, som han debuterede for i oktober 2007, i en venskabskamp mod Slovakiet. Han valgte at stoppe på landsholdet i 2014, efter at have repræsenteret sit land ved både EM i 2008, EM i 2012 og VM i 2014.